# Кастели Калепио
Кастѐли Калѐпио (на италиански: Castelli Calepio; на ломбардски: Castei Calepe, Кастей Калепе) е община в Северна Италия, провинция Бергамо, регион Ломбардия. Административен център на общината е градче Талюуно (Tagliuno), което е разположено на 233 m надморска височина. Населението на общината е 10 428 души (към 2016 г.).